# みうな
みうな（1987年2月12日 - ）は、日本の元アイドルであり、カントリー娘。の元メンバー。静岡県小笠郡菊川町（現・菊川市）出身。
本名：斎藤 美海（さいとう みうな）。常葉学園菊川高等学校中退。血液型はO型。身長は163cm。
名前の由来は父親が「みう」の後何か一文字欲しいと「あ」から一文字ずつ当て嵌めて「みうな」と決めた。「美海」と言う漢字は「みうな」をワープロで変換したら一発目に出たのが「美海」だったから。

## 略歴
2003年1月、『モーニング娘。第6期オーディション』で国民投票第3位まで進むが落選。同年5月、「カントリー娘。」に加入。同年10月、フットサルの「ハロプロ選抜」チーム（後のGatas Brilhantes H.P.）に入団。Gatas Brilhantes H.P.時代の背番号は4で設立当時のメンバー。ポジションはフィクソで、里田まいと共に守備的な役割だった。
2006年11月25日、2007年1月28日のコンサート『Hello! Project 2007 Winter 〜集結! 10th Anniversary〜』（横浜アリーナ） をもって、カントリー娘。とハロー!プロジェクトを卒業（芸能界から引退）する事が発表される。
2007年1月26日、carezzaとの練習試合を最後にGatas Brilhantes H.P.を退団。同年1月28日、カントリー娘。とハロー!プロジェクトを卒業。同年8月21日、お台場冒険王2007冒険ランド内のすかいらーくグループフットサルスタジアムで行われた、すかいらーくグループリーグ バーミヤンステージ 2ndステージでネット裏に観戦に現れる。
2011年、フリーのセラピスト、コラムニストとして活動を開始。
2014年10月、「歌って踊って読経する8人組」現役尼僧アイドル『アマゾネス』を結成し初代リーダーとして芸能活動に復帰した。
2015年、モデルエージェンシー「プレステージ」に所属し広告モデルとして活動開始。芸能活動と並行して、過去の経験を生かしセラピストサロンを経営。
2019年、動画共有サイト・YouTubeに自身のチャンネル『みうなチャンネル』を開設し、動画配信活動を開始。
2024年5月23日、出演したABEMAの番組で、現在はオンラインサロンオーナーであることを明かした。

## 出演

### テレビ
- 有吉反省会（2015年11月7日）
- じっくり聞いタロウ〜スター近況（秘）報告〜「元アイドルSが”セフレ女子”に！2番手から本命彼女になるためのテクニックを伝授」（2021年5月20日）[8]

### ラジオ
レギュラー出演
- カントリー娘。のなんまらサイコーだべ。（2003年7月24日 - 2004年3月26日、JFN系列）途中加入
- カントリー娘みうなのルンルンコミュニケーション（2005年3月22日、TBSラジオ）

JRN B-JUNK MUSIC VIBRATORの箱番組として
- カントリー娘。のHappy Night（2006年4月6日 - 9月28日、アール・エフ・ラジオ日本)
- 産地直送!カントリー娘。（2006年10月2日 - 2007年1月26日、STVラジオ）

番組そのものは2007年1月29日以降、里田まい1人で存続。

### DVD
- 万才！フットサル（2005年9月14日、PICCOLO TOWN）
- GyaO オリジナルドラマ 道徳女子短大 エコ研 第二話「39℃」（2006年11月8日、zetima）

### 書籍
- みうなノート（2007年1月29日、講談社） ISBN 978-4-06-213878-9

## 所属ユニット
- カントリー娘。（2003年 - 2007年）
  - カントリー娘。に紺野と藤本（モーニング娘。）（2003年 - 2007年）
- シャッフルユニット
  - H.P.オールスターズ（2004年）
- Gatas Brilhantes H.P.（2003年 - 2007年）